# 치쿤구니야열
치쿤구니야열(“구부리는 것”, “비꼬이다”, “구부려서 걷다”를 의미하는 마콘데 어에서 유래) 은 치쿤구니야 바이러스로 인한 감염이다. 이 질병은 노출 뒤 이틀째에서 나흘째에 갑작스러운 발열의 발병이 뚜렷한 특징이다. 이 발열은 보통 2일에서 7일 동안 지속되는데 관절통 수반이 때로는 몇 년이지만 전형적으로는 몇 주나 몇 달 동안 지속된다. 근본적 만성 의료 문제가 있는 노인 혹은 사람들이 대부분 심한 부작용을 지니는 경향이 있으면서도 사망률은 1/1000에 조금 못 미친다.
이 바이러스는 숲모기속(Aedea)의 모기 2종 즉, 흰줄숲모기(Aedes albopictus)와 이집트숲모기(Aedes aegypti)가 사람에게 전달한다. 이 바이러스의 동물 자연 숙주(Natural reservoir)는 원숭이, 새, 소, 설치류를 포함한다. 이는 영장류가 유일한 숙주인 뎅기열과 대조된다. 2014년 이후로 아시아, 유럽, 아메리카에서 관찰되었으며, 2013~2014년 치쿤구니야 유행을 일으켰다.
예방의 가장 좋은 방법은 모기 방제(Mosquito control)와 이 질병이 흔한 지역의 모기에게 물리는 것을 피하는 일이다. 이 일은 방충망의 사용으로 일부 달성될 수 있다. 특별한 치료법은 알려져 있지 않지만 휴식과 수분 공급 및 발열과 관절통을 감소시키기 위한 투약을 포함한 보조 요법(supportive care)이 권장된다.

## 징후와 증상
치쿤구니야 바이러스의 잠복기는 하루에서 열흘까지이고 전형적으로는 대부분 3일에서 7일까지이다. 이 질병은 증상이 없을 수 있지만 일반적으로는 그렇지 않고 감염된 사람의 72~97%가 증상을 나타내기 마련이다. 특유한 증상은 고열과 관절통 및 발진의 갑작스러운 발병을 포함한다. 두통, 피로, 소화 문제, 결막염을 포함해 다른 증상이 일어날 수 있다.
최근의 유행병 기간에 얻은 정보에 따르면 치쿤구니야열은 만성기뿐만 아니라 급성기를 야기할 수 있다. 급성기에는 2단계가 식별되는데, 다시 말해서 바이러스 혈증(Viremia)이 일어나는, 처음 5일에서 7일 동안의 바이러스성 단계 다음에 그 증상이 개선돼 바이러스가 혈중에 감지될 수 없고 약 10일 동안 지속되는 회복기이다. 전형적으로 이 질병은 며칠에서 한 주간(때로는 10일까지) 지속되는 갑작스러운 고열로 시작된다. 그 발열은 보통 39 °C를 넘고 때로는 40 °C에 도달하면서 여러 날동안 지속되다가 꺾였다가 그 다음에 돌아오는 이상성일 수 있다. 발열은 바이러스 혈증과 함께 일어나며 혈중 바이러스 수준은 급성기 증상의 강도와 상관돼 있다. 항원(Antigen)에 처음 노출되는 것에 대한 반응인 항체 면역글로불린 M이 혈중에 나타날 때 바이러스혈증은 감소하기 시작한다. 그러나 두통과 불면증, 극심한 수준의 탈진이 5일에서 7일 정도 잔존한다.
발열에 잇달아 강한 관절통이나 경직이 일어나는데, 이는 수 년 동안 지속될 수 있지만 보통은 몇 주에서 몇 달 동안 지속된다. 이 관절통은 종종 영향받은 관절의 거의 부동을 야기하면서 쇠약하게 할 수 있다. 관절통은 87~98%의 증례에서 보고되고 거의 언제나 한 관절 이상에서 일어나지만 관절 종창은 드물다. 전형적으로 영향 받은 관절은 팔과 다리 양쪽에 자리잡고 있고 대칭적으로 영향을 받는다. 관절은 전에 골관절염과 같은 질환에 손상된 적이 있으면 더 영향을 받는 경향이 있다. 통증은 대부분 손목, 발목, 손과 발의 관절들 및 전형적으로 어깨 팔꿈치 무릎의 더 큰 몇몇 관절과 같은 말초 관절에서 일어난다. 통증은 근육과 인대에 일어날 수도 있다.
발진은 일반적으로 증상 발병 후 이틀에서 닷새째에 일어나는 반구진 발진(Maculopapular rash)으로서 40~50%의 증례에서 나타난다. 복통, 오심, 구토 혹은 설사를 포함한 소화기 계통 증상이 일어날 수도 있다. 절반의 증례 이상에서 유의미한 피로와 통증으로 정상 활동이 제한 받을 수 있다. 드물게 눈의 염증이 홍채섬모체염(iridocyclitis), 포도막염, 망막 병변(retinal lesion)의 형식으로 일어날 수 있다.
드물게 길랭-바레 증후군, 마비, 수막뇌염(Meningoencephalitis), 이완성 마비(Flaccid paralysis), 말초신경병증을 포함한 신경계 장애가 치쿤구니야 바이러스와 연관이 있는 것으로 보고되었다. 뎅기열과 대조되게 치쿤구니야열은 바이러스성 출혈열(Viral hemorrhagic fever) 합병증은 거의 유발하지 않는다. 출혈의 증상은 대안적 진단, 뎅기열의 동시감염(coinfection with dengue fever) 혹은 공존성 울혈성 간병증(coexistent congestive hepatopathy)을 고려하도록 이끌어야 한다.

### 만성 질환
최근의 유행병 기간의 관찰에 따르면 치쿤구니야열이 급성 감염에 잇달아 장기간의 증상을 유발할 수 있다는 것이 제기된다. 이 병태는 만성적 치쿤구니야 바이러스유발 관절통(chronic chikungunya virus-induced arthralgia)이라고 일컬어진다. 장기간의 증상은 새로운 관찰이 아닌데, 장기간의 관절통은 1979년 발병 뒤에 관찰되었다. 지속적 증상에 대한 일반적 예측 변수는 노령과 이전의 류마티스학적 질병이다.
2006년 로트에가론의 레위니옹의 발병 동안에 45세를 넘은 피험자의 60%까지는 최초 감염 뒤 3년 동안 지속적 관절통 을 보고했고 그 피험자의 50% 이상은 장기간 근골격통 을 보고했다. 프랑스의 수입 증례(imported case)는 피험자의 59%는 여전히 급성 감염 뒤 2년 동안 관절통을 앓았다는 것이 보고되었다. 이탈리아의 치쿤구니야 지역 전염병에 잇달아 66%의 사람이 급성 감염 뒤 1년 동안 근육통, 관절통 혹은 무력증을 보고했다.
현재 이런 만성 증상의 원인은 잘 알려지지 않았다. 자가면역 및 류마티스 질환의 표지자는 만성 질환을 보고하는 사람들에게서 발견되지 않았다. 그러나 인간 및 동물 모형의 몇몇 증거는 치쿤구니야열이 숙주 내 만성 감염을 확립할 수 있다. 최초 발병 후 3개월 동안 질병의 재발성 증상을 겪는 사람의 근생검에서 바이러스의 항원이 감지되었다. 게다가 최초 감염 후 18개월 동안 근육골격계통의 재발을 경험하는 사람의 윤활 관절(Synovial joint)의 대식 세포에서 바이러스 항체와 바이러스 RNA가 발견되었다. 여러 동물 모형은 치쿤구니야 바이러스가 지속감염을 확립할 수 있다는 것을 제기해 오기도 했다. 쥐 모형에서는 바이러스 RNA가 접종 후 적어도 16주 동안 관절관련 조직에 특히 감지되었고 만성 윤활막염(Synovitis)과 연관되었다. 유사하게 다른 연구도 접종 후 몇 주 동안 쥐의 관절 조직 내의 바이러스 정보제공 유전자(viral reporter gene)의 감지를 보고했다. 인간 이외의 영장류 모형에서는 치쿤구니야 바이러스가 적어도 6주 동안 비장내에 존속하는 것으로 발견되었다.